# La Boulette (génération nan nan)
La Boulette jest to pierwszy singel Diam’s z płyty Dans ma bulle, wydany w roku 2006. Utwór osiągnął pierwszą pozycję we Francji, Belgii oraz Szwajcarii

## Lista utworów
CD-Single
1. „La Boulette (génération nan nan)” (3:39)
2. „La Boulette (génération nan nan)” (Instrumental) (3:39)
3. „La Boulette (génération nan nan)” (Teledysk & jak go robiono)

## Notowania
| Notownanie | Najwyższa pozycja |
| ---------- | ----------------- |
| Belgia     | 1                 |
| Francja    | 1                 |
| Szwajcaria | 12                |